# Priez pour nous
Pour plus de détails, voir Fiche technique et Distribution.
Priez pour nous est un film français réalisé par Jean-Pierre Vergne, sorti en 1994.

## Synopsis
1960. Ruiné, le baron Raoul Guidon de Repeygnac est expulsé de son appartement de Neuilly-sur-Seine et s’installe avec sa femme, sa bonne et ses huit enfants dans un logement HLM de banlieue. Le choc est rude mais les enfants ne tardent pas à s’adapter à leur nouvelle vie : ils deviennent les rois du marché noir, tandis que leur père multiplie les combines. La baronne, humiliée, préfère se retirer dans sa famille. Pendant son absence, les impayés s’accumulent et les enfants abandonnent école et catéchisme. Au retour d’un séjour estival à La Baule, qui se termine en catastrophe, la baronne comprend que la situation n’est pas près de s’arranger et tombe en dépression. Alors que tout paraît perdu, Raoul découvre des bijoux dans une pendule. En accord avec ses enfants, il ne dira pourtant rien à sa femme : ils resteront vivre en banlieue...

## Fiche technique
- Réalisation : Jean-Pierre Vergne
- Scénario : Jean-Pierre Vergne & Charles Gassot, d'après le livre de Lionel Duroy
- Musique : Raymond Alessandrini
- Photographie : Willy Kurant
- Montage : Marie Coulais
- Sociétés de production : France 3 Cinéma, La Générale d'Images, M6 Films & Téléma
- Société de distribution : Les Films du Losange
- Pays de production :  France
- Langue : français
- Genre : Comédie
- Durée : 90 min
- Date de sortie : 13 juillet 1994
- Édition VHS : Le studio Canal+, 1994.

## Distribution
- Samuel Labarthe : Raoul Guidon de Repeygnac
- Delphine Rich : Suzanne Guidon de Repeygnac
- Delphine Legoff : Christine Guidon de Repeygnac
- Hélène Scott : Annick
- Jacques de Candé : Frédéric Guidon de Repeygnac
- Thomas Rochefort : Nicolas Guidon de Repeygnac
- Erwan Demaure : Guillaume Guidon de Repeygnac
- Mathilde Robert : Anne-Sophie Guidon de Repeygnac
- Léopoldine Serre : Marie-Lise Guidon de Repeygnac
- Geoffroy Thiébaut : Perrine
- Bruno Chapelle : Kerivel
- Claude Brécourt : M. Vieljeux
- Isabelle Tanakil : Madeleine Vieljeux
- Olivier Brocheriou : Bidoche
- Julien Courbey : Le copain
- Maria Meriko : La professeure russe

## Autour du film
Les scènes filmées dans l'école l'ont été à l'école Massillon à Paris.